# Frank Bunting Black
Pour les articles homonymes, voir Bunting et Black.
Frank Bunting Black (1869 - 1945) est un homme d'affaires et un homme politique canadien du Nouveau-Brunswick.

## Biographie
Frank Bunting Black naît le 28 février 1869 à Sackville, au Nouveau-Brunswick.
Membre du parti conservateur, il est élu maire de Sackville puis député provincial de la circonscription de Westmorland de 1912 à 1916. Il est nommé sénateur le 25 novembre 1921 sur avis de Arthur Meighen. Il occupera cette fonction pendant plus de 23 ans jusqu'à sa mort, le 28 février 1945.